# Antestor
Antestor er et unblack metal-band fra Norge.
Bandet blev stiftet i 1990. Før de tog navnet Antestor hed de Crush Evil. Jan Axel Blomberg fra blandt andet Mayhem var studiemusiker på trommer på de to album Det Tapte Liv og The Forsaken.

## Udgivelser
- The Defeat of Satan (Demo fra 1992)
- Despair (Demo fra 1993)
- Martyrium (Indspillet i 1994 men udgivet i 2000)
- Kongsblod (Demo fra 1998)
- The Return of the Black Death (1998, Cacaphonous Records)
- The Defeat of Satan/Despair (2003, Momentum Scandinavia)
- Det Tapte Liv (EP, 2004, Endtime Productions)
- The Forsaken (2005, Endtime Productions)
- Omen (2012, Bombworks)

## Medlemmer
- Vrede – vokal
- Vemod – guitar

### Tidligere medlemmer
- Sygmoon – keyboard
- Gard – bas
- Tony Kirkemo – trommer
- Martyr – vokal
- Armoth – trommer
- Pilgrim – guitar
- Erkebisp – guitar
- Paul W – trommer